# (2195) Tengström
(2195) Tengström ist ein Asteroid des Hauptgürtels, der am 27. September 1941 von der finnischen Astronomin Liisi Oterma in Turku entdeckt wurde.
Der Name des Asteroiden erinnert an den schwedischen Geodäten Erik Tengström.